# Rue de Flandre (Bruxelles)
Pour les articles homonymes, voir Rue de Flandre.
La rue de Flandre (en néerlandais : Vlaamsesteenweg) est située dans le quartier de la Senne de la ville de Bruxelles qui prolonge la rue Sainte-Catherine à proximité des bassins qui formaient, jusqu'au début du XXe siècle, le port de Bruxelles.

## Historique
Cette artère bruxelloise fut depuis de XIe siècle un tronçon d'une ancienne route commerciale qui traversait Bruxelles d'est en ouest, et historiquement l'une des toutes premières voies bruxelloises à être pavées. Elle est parallèle à la rue Antoine Dansaert. Cette rue est mixte dans le sens où elle accueille fonction résidentielle et commerces.
Le gouvernement bruxellois a classé une série d'immeubles des XVIIe et XVIIIe siècles.

## Accès
| ___ | Ce site est desservi par la station de métro : Sainte-Catherine. |